# Dańków (województwo mazowieckie)
Dańków – wieś sołecka w Polsce położona w województwie mazowieckim, w powiecie grójeckim, w gminie Błędów.
Wieś szlachecka położona była w drugiej połowie XVI wieku w powiecie bielskim ziemi rawskiej województwa rawskiego.
Za czasów Królestwa Polskiego istniała gmina Dańków. Znajduje się tutaj zespół dworski i folwarczny z przełomu XIX/XX wieku, wpisany do rejestru zabytków (nr rej.: 482/A/62 z 23.03.1962 oraz 28/A z 20.12.1999).
W latach 1954–1959 wieś należała i była siedzibą władz gromady Dańków, po jej zniesieniu w gromadzie Błędów. W latach 1975–1998 miejscowość administracyjnie należała do województwa radomskiego.